# Voldemars Vasilis

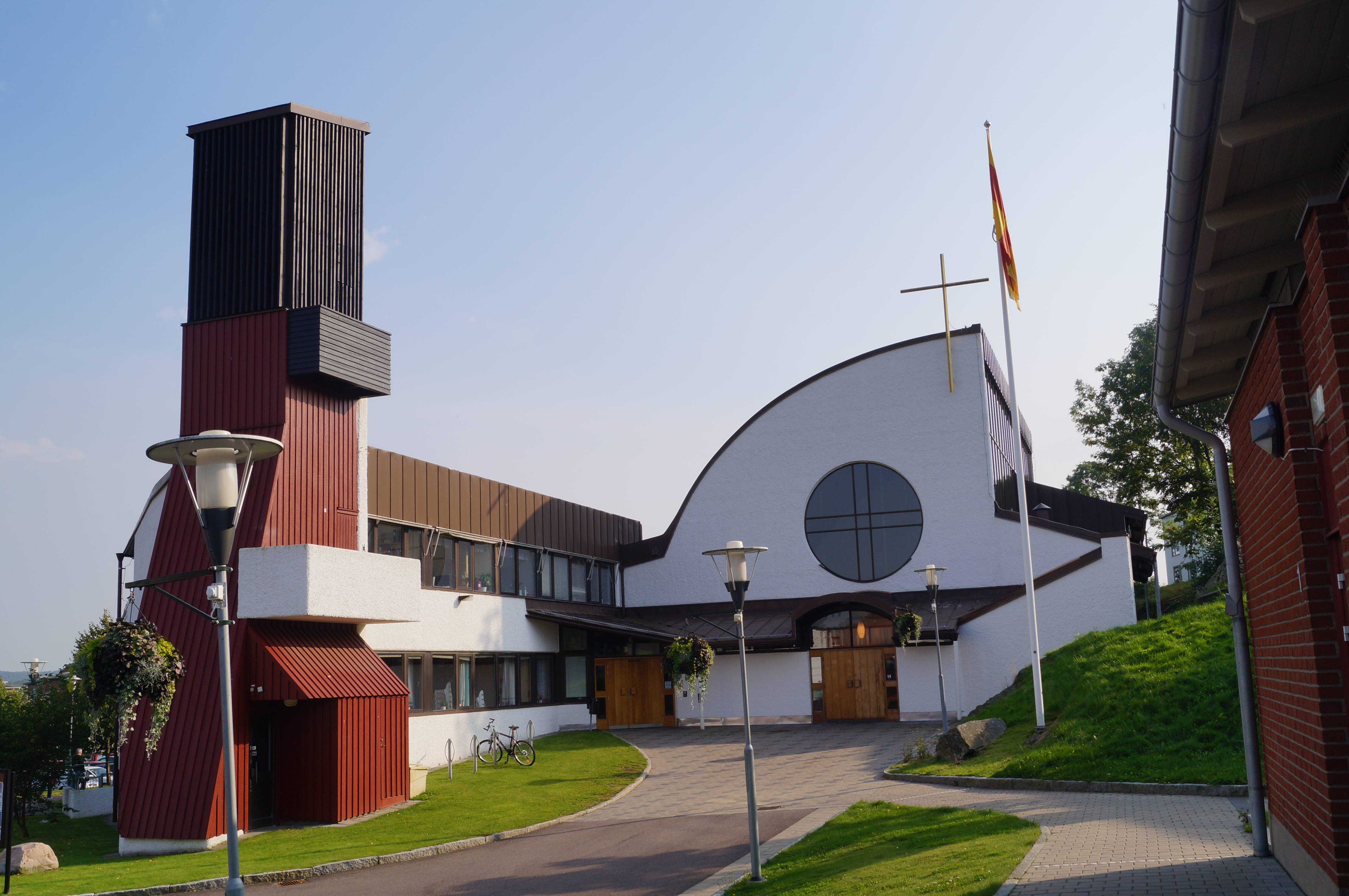
Glöstorpskyrkan.

Voldemars Zanis Vasilis, född 13 januari 1922 i Skuodas, död 8 april 2001 i Västra Frölunda församling, Västra Götalands län, var en litauisk-svensk arkitekt.
Vasilis, som var son till lantbrukare Janis Vasilis och Katrina Balceris, avlade studentexamen 1941, studerade vid konstakademien i Kaunas 1941–1942 och utexaminerades från Chalmers tekniska högskola 1951. Han blev ritare på AB Vetlandahus i Eskilstuna 1945, arkitekt hos Sven Brolid och Jan Wallinder i Göteborg 1951 och innehade eget arkitektkontor från 1957. Han var övningsassistent i arkitektur vid Chalmers tekniska högskola 1959–1962. 
Vasilis ritade bland annat kommunhuset i Gislaved (1961), församlingshem i Mölndal (1962) och i Biskopsgården i Göteborg (1965), idrotts- och simhall i Gnosjö (1964), ålderdomshem i Göteborg (1965), Glöstorpskyrkan i Tuve (1976) samt från 1954 ett flertal skolor, industri- och kontorsbyggnader, bostadsområden, villor och stadsplaner.
Vasilis ritade Antonson-Averys kontor och tryckeri som tilldelades Per och Alma Olssons fonds pris för årets bästa byggnad i Göteborg 1965.